# Tarbha
Tarbha ist ein Ort im ostindischen Bundesstaat Odisha.
Er liegt im Distrikt Subarnapur zwischen den Städten Subarnapur und Balangir.
Tarbha hatte beim Zensus 2011 8334 Einwohner.